# 크리스털 팰리스 볼티모어
크리스털 팰리스 볼티모어(Crystal Palace Baltimore)는 미국 메릴랜드주 볼티모어를 연고지로 창단된 축구팀이다. 당초 USL 프리미어 디벨로프먼트 리그 참가를 위하여 창단되었으나 2007년 USL 세컨드 디비전에 참가하게 되었고, 과거 USSF 디비전 2 프로패셔널 리그 소속이다. 성적은 하위권이다. 잉글랜드의 크리스털 팰리스 FC와 제휴관계이다.